# Boyd van der Vuurst
Boyd van der Vuurst de Vries (Delft, Países Bajos, 16 de agosto de 1999) es un jugador de baloncesto neerlandés que actualmente pertenece a la plantilla del Landstede Hammers de la BNXT League. Con 1,91 metros de altura juega en la posición de escolta. Es hermano del también baloncestista Keye van der Vuurst. 

## Trayectoria
Van der Vuurst hizo su debut en la temporada 2017-18 con el recién ascendido Den Helder Suns en la Liga Holandesa de Baloncesto (DBL). En su primera temporada, ganó el premio a mejor jugador sub-23 de la Dutch Basketball League y fue nombrado mejor novato de la Dutch Basketball League del año de la temporada. 
Tras cuatro temporadas en el Den Helder Suns, en su última temporada logró por segunda vez el premio a mejor jugador sub-23 de la Dutch Basketball League, promediando 14,6 puntos, 2,9 rebotes y 5 asistencias por partido para valorar una media de 14,6 por partido. 
El 10 de agosto de 2021, Van der Vuurst firmó con el club belga del Okapi Aalstar de la BNXT League, la nueva liga fruto de la fusión de la Dutch Basketball League neerlandesa y la Pro Basketball League belga.
El 20 de diciembre de 2021, firma por el TAU Castelló de la LEB Oro.
En junio de 2022, tras finalizar su contrato con el TAU Castelló, regresa a Holanda para jugar en el Landstede Hammers de la BNXT League.

## Internacional
Es internacional con las categorías sub-16 y sub-18 con la Selección de baloncesto de los Países Bajos.